# ساموئل اسمیت
ساموئل اسمیت (به انگلیسی: Samuel Smith) سناتور سابق عضو حزب دموکرات-جمهوری‌خواه بود. وی در سال ۱۸۰۳ تا ۱۸۱۵ و ۱۸۲۲ تا ۱۸۲۴ و ۱۸۲۴ تا ۱۸۳۳ میلادی سناتور ایالت مریلند در سنای ایالات متحده آمریکا بود.